# Afrithelphusa gerhildae
Afrithelphusa gerhildae é uma espécie de crustáceo da família Potamonautidae.
É endémica de Guiné.